# Antonio Soldini
Antonio Soldini (* 4. Mai 1854 in Chiasso; † 12. Mai 1933 in Lugano) war ein Schweizer Bildhauer und Politiker (FDP) aus dem Kanton Tessin.

## Biografie
Der Sohn eines Polizisten erhielt seine Schulbildung in Lugano und liess sich in Bellinzona und Viggiù zum Steinmetz ausbilden. Ab 1873 war er in Mailand ein Schüler von Vincenzo Vela und absolvierte die Kunsthochschule Accademia di Belle Arti di Brera. 1877 machte sich Soldini als Bildhauer selbständig und war in Mailand und später in Bissone tätig. Seine Werke wurden an zahlreichen Ausstellungen gezeigt, unter anderem in Berlin, Paris und Buenos Aires. Die bekanntesten Werke sind im Bundeshaus in Bern zu sehen. Es handelt sich dabei um vier Medaillons in den Zwickeln der Kuppelhalle.
Soldini war auf Seiten der Freisinnigen auch politisch aktiv. 1890 war er am Tessiner Putsch gegen die konservative Kantonsregierung beteiligt. Von 1902 bis 1905 vertrat er seinen Kanton im Nationalrat und war damit in jenem Gebäude tätig, zu dessen Gestaltung er beigetragen hatte. Von 1915 bis 1927 war er Gemeindepräsident von Bissone, von 1923 bis 1927 sowie von 1931 bis 1933 gehörte er dem Tessiner Kantonsparlament an.